# سهراب تا سهراب

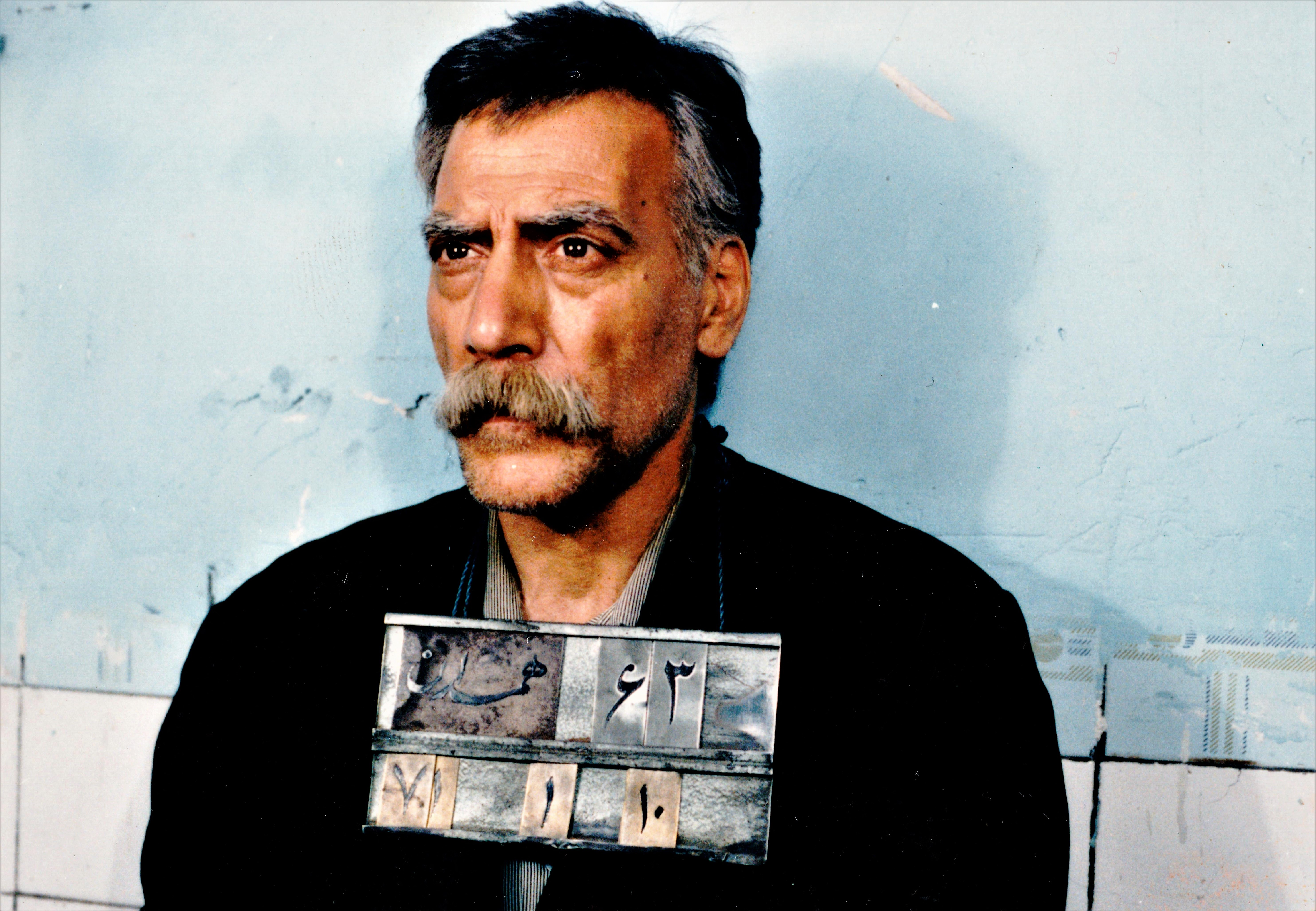
عکسی از هادی اسلامی در سهراب تا سهراب

سهراب تا سهراب فیلمی به کارگردانی عباس شیخ‌بابایی و نویسندگی عباس شیخ‌بابایی، عباس نوچی ساختهٔ سال ۱۳۷۲ است.

## خلاصه داستان
جوانی به نام سهراب به جرم اعتیاد و قاچاق مواد مخدر دستگیر و زندانی می‌شود. دکتر زندان که مشغول تحقیق و مطالعه در زمینه اعتیاد است، سهراب را به قصد معالجه زیر نظر می‌گیرد، اما سهراب در همکاری به او سر سختی نشان می‌دهد و بیشتر تحت تأثیر وسوسه‌های پیرمرد است که او هم به جرم قاچاق مواد مخدر در بند است. سهراب سرانجام می‌پذیرد که با دکتر همکاری و در مسابقات کشتی ندامتگاه‌ها شرکت کند. پیرمرد از فرصت بدست آمده برای وارد کردن مواد مخدر به زندان استفاده کند.
سهراب مردد است و یک بار که برای شرکت در مسابقه به خارج از زندان برده می‌شود پیرمرد در می‌یابد که سهراب همان پسری است که سالها قبل از او و مادرش را رها کرده است

## بازیگران
- هادی اسلامی
- ایرج راد
- منوچهر صدفی
- حمید شجاع
- رضا کرم رضایی
- جلال میرزاپور
- احمد بیگلریان
- ایرج رنجبر
- ابراهیم نوچی
- عباس نفری
- اسماعیل عمید
- شهین خدمتی
- زهره پهلوانی